# Уиннер (фильм)
«Уиннер» (англ. Winner) — комедийная драма о Реалити Уиннер, роль которой исполнила Эмилия Джонс. Режиссёром фильма стала Сюзанна Фогель, а сценарий написала Керри Хоули.
Премьера фильма состоялась 20 января 2024 года на кинофестивале «Сандэнс».

## Сюжет
Фильм основан на жизни военной переводчицы Реалити Уиннер, которая передала прессе доклад разведки о вмешательстве в выборы в США в 2016 году.

## В ролях
- Эмилия Джонс — Реалити Уиннер
- Аннелиз Поллманн — Реалити в юности
- Кэтрин Ньютон — Бриттани Уиннер
- Эвери Питерс — Бриттани в юности
- Конни Бриттон — Билли Уиннер
- Зак Галифианакис — Рон Уиннер
- Дэнни Рамирес — Андре
- Шеннон Берри — Кейли Томпсон

## Производство
Эмилия Джонс исполнит роль разоблачительницы Реалити Уиннер по сценарию Керри Хоули, написанному на основе её собственной статьи 2017 года в New York Magazine «Who Is Reality Winner?», Фогель стала режиссёром фильма. Это вторая совместная работа Фогель и Джонс после фильма «Кошки-мышки».
В октябре 2022 года было подтверждено, что съёмки начались. Конни Бриттон и Зак Галифианакис сыграют родителей Уиннер, а Кэтрин Ньютон — её сестру. В мае 2023 года стало известно, что в актёрский состав вошла Шеннон Берри.
Съёмки начались в окрестностях Виннипега и других городах Манитобы и завершились 21 ноября 2022 года.
Премьера фильма состоялась на кинофестивале «Сандэнс» 20 января 2024 года.